# 特雷尔 (不列颠哥伦比亚)
特雷尔（英語：Trail）是加拿大不列颠哥伦比亚省中部的城市。其名称来自横穿该地区的杜德尼步道。

## 人口
加拿大统计局2016年人口普查的数据显示，该市人口为7,709。该市的意大利裔共有1,320人，占全市人口的17.8%。